# Dicranota laticollis
Dicranota (Rhaphidolabis) laticollis là một loài ruồi trong họ Pediciidae. Chúng phân bố ở vùng Indomalaya.